# There Is a Hell Believe Me I've Seen It. There Is a Heaven Let's Keep It a Secret.
There Is a Hell Believe Me I've Seen It. There Is a Heaven Let's Keep It a Secret. is het derde studioalbum van de Britse metalband Bring Me the Horizon. Het album werd opgenomen in de Studio Fredman, in Göteborg, Zweden en uitgebracht op 4 oktober 2010 via Visible Noise.

## Nummers
Alle teksten zijn geschreven door Oliver Sykes, alle muziek is geschreven door Bring Me the Horizon.
| 1.                 | Crucify Me (featuring Lights)                               | 6:19 |
| 2.                 | Anthem                                                      | 4:50 |
| 3.                 | It Never Ends                                               | 4:34 |
| 4.                 | Fuck (featuring Josh Franceschi of You Me at Six)           | 4:55 |
| 5.                 | Don't Go (featuring Lights)                                 | 4:58 |
| 6.                 | Home Sweet Hole                                             | 4:37 |
| 7.                 | Alligator Blood                                             | 4:31 |
| 8.                 | Visions                                                     | 4:08 |
| 9.                 | Blacklist                                                   | 4:00 |
| 10.                | Memorial (instrumental)                                     | 3:09 |
| 11.                | Blessed with a Curse                                        | 5:08 |
| 12.                | The Fox and the Wolf (featuring Josh Scogin of The Chariot) | 1:43 |
| Totale duur: 53:27 |                                                             |      |

| 13.                | Chelsea Smile – Live at Warped Tour 2010 (video) | 4:09 |
| Totale duur: 56:56 |                                                  |      |

| 13.                | It Never Ends (video)                            | 4:41 |
| 14.                | Chelsea Smile – Live at Warped Tour 2010 (video) | 4:09 |
| Totale duur: 61:00 |                                                  |      |

| 13.                | Chelsea Smile (KC Blitz remix)                  | 4:10 |
| 14.                | Football Season Is Over (After the Night remix) | 3:54 |
| 15.                | The Sadness Will Never End (Skrillex remix)     | 6:01 |
| Totale duur: 66:15 |                                                 |      |